# Protasite
La protasite è un minerale.